# 伍德斯托克 (紐約州普查規定居民點)
伍德斯托克（英語：Woodstock）是位於美國紐約州阿爾斯特縣的普查規定居民點。

## 人口
根據2020年美國人口普查的數據，伍德斯托克的面積為17.75平方千米，當中陸地面積為17.73平方千米，而水域面積為0.02平方千米。當地共有人口2521人，而人口密度為每平方千米142.03人。